# 38 Batalion Straży Granicznej
38 Batalion Straży Granicznej – jednostka organizacyjna Straży Granicznej w II Rzeczypospolitej pełniąca służbę ochronną na granicy polsko-radzieckiej.

## Formowanie i zmiany organizacyjne
Wykonując postanowienia uchwały Rady Ministrów z 23 maja 1922 roku, Minister Spraw Wewnętrznych rozkazem z 9 listopada 1922 roku zmienił nazwę „Bataliony Celne” na „Straż Graniczną”. Wprowadził jednocześnie w formacji nową organizację wewnętrzną. 38 batalion celny przemianowany został na 38 batalion Straży Granicznej.
38 batalion Straży Granicznej funkcjonował w strukturze Komendy Powiatowej Straży Granicznej w Tarnopolu, a jego dowództwo stacjonowało w Kamionkach. W skład batalionu wchodziły cztery kompanie strzeleckie oraz jedna kompania karabinów maszynowych w liczbie 3 plutonów po 2 karabiny maszynowe na pluton. Dowódca batalionu posiadał uprawnienia dyscyplinarne dowódcy pułku. Cały skład osobowy batalionu obejmował etatowo 614 żołnierzy, w tym 14 oficerów. Z uwagi na eksterytorialne stacjonowanie, batalion odkomenderował oficera łącznikowego do starosty zbarażskiego i skałatskiego.
W dniu 18 maja 1923 komenda batalionu została przeniesiona do Podwołoczysk.
W lipcu 1923 roku 38 batalion SG w Podwołoczyskach przekazał swój odcinek oddziałom Policji Państwowej i został rozwiązany.

## Żołnierze batalionu
| Komendanci batalionu | Komendanci batalionu | Komendanci batalionu        | Komendanci batalionu        |
| stopień              | imię i nazwisko      | okres pełnienia służby      | kolejne stanowisko          |
| -------------------- | -------------------- | --------------------------- | --------------------------- |
| pułkownik            | Jan Werstakowski     | 1922 – IX 1922              | emeryt                      |
| kapitan              | Jan Ziołecki         | IX 1922 –                   |                             |
| major                | Jan Zięba            | był XII 1922                |                             |
| mjr rez. piech.      | Mikołaj Szmieloff    | od 23.04.1923 do 30.06.1923 | komisarz Policji Państwowej |
| Inni oficerowie      |                      |                             |                             |
| por. piech.          | Franciszek Boczek    | Franciszek Boczek           | Franciszek Boczek           |

## Struktura organizacyjna
| Ordre de Bataille 38 batalionu SG w Kamionkach 30 listopada 1922 | Ordre de Bataille 38 batalionu SG w Kamionkach 30 listopada 1922 | Ordre de Bataille 38 batalionu SG w Kamionkach 30 listopada 1922 | Ordre de Bataille 38 batalionu SG w Kamionkach 30 listopada 1922 | Ordre de Bataille 38 batalionu SG w Kamionkach 30 listopada 1922 |
| kompania                                                         | 3. Podwołoczyska                                                 | 2. Rożyska                                                       | 3. Toki                                                          | 4. Kokoszyńce                                                    |
| ---------------------------------------------------------------- | ---------------------------------------------------------------- | ---------------------------------------------------------------- | ---------------------------------------------------------------- | ---------------------------------------------------------------- |
| wartownia                                                        | Mysłowa (1/21)                                                   | Tarnoruda (0/27)                                                 | Prosowce (1/29)                                                  | Leśniewska Kozina (0/9)                                          |
| wartownia                                                        | Zadmieszówka (0/9)                                               | Rożyska (0/8)                                                    | Podczapieńce (0/8)                                               | Kokoszyńce (1/61)                                                |
| wartownia                                                        | Podwłoczyska (1/49)                                              | Rożyska II (0/13)                                                | Sobołówka (0/8)                                                  | f. Jacówka (0/9)                                                 |
| wartownia                                                        | Staromiejszczyzna (0/9)                                          | Rożyska III (0/15)                                               | Toki (2/25)                                                      | Łuka Mała (1/17)                                                 |
| wartownia                                                        | Zagroble (0/8)                                                   | Rożyska IV (1/28)                                                | punkt 311 (0/8)                                                  | Łuka Mała II (0/11)                                              |
| wartownia                                                        | Dorofijówka (1/18)                                               | Orzechowiec (1/26)                                               | punkt 309 (0/8)                                                  | Faszczówka (1/14)                                                |
| wartownia                                                        | Dorofijówka II (0/18                                             |                                                                  | Żukowce (0/8)                                                    | Faszczówka (0/9)                                                 |
|                                                                  |                                                                  |                                                                  | Palczyńce (0/14)                                                 |                                                                  |
|                                                                  |                                                                  |                                                                  | Białozórka (1/28)                                                |                                                                  |

Kompania karabinów maszynowych stacjonowała w Kamionkach.